# Звір Олександр Михайлович
Звір Олекса́ндр Миха́йлович (нар. 31 жовтня 1953, Нова Скварява, Жовківський район, Львівська область, Україна) — художник, майстер художнього скла, педагог. Член Національної спілки художників України, член Міжнародного товариства українських художників «Доля». Завідувач кафедри художнього скла Львівської національної академії мистецтв. Учасник міжнародних симпозиумів гутного скла.

## Життєвий та творчий шлях
Народився Олександр Михайлович 31 жовтня 1953 року у селі Нова Скварява Жовківського району Львівської області. У 1981 році закінчив відділення художнього скла Львівського державного інституту декоративно-прикладного мистецтва. Учителями Олександра Михайловича були: Бокотей Андрій Андрійович, Драган Тарас Миколайович, Рижанков Володимир Георгійович тощо.
З 1992 року активний учасник симпозіумів гутного скла у Львові. З 1998 року член Національної спілки художників України.
З 2006 року обіймає посаду завідувача кафедри художнього скла Львівської національної академії мистецтв.
З 2007 року член Міжнародного товариства українських художників «Доля».
Олександр Звір є представником експериментальної течії львівської школи скла з характерним принциповим антитрадиціоналізмом, новітнім формотворенням, відмовою від класичних утилітарно-ужиткових норм.
Найвідомішими роботами художника є «Білі постаті» (1990), «У смугастому», «Двоє», «Червоне і чорне» (усі три 1999), «Хаос» (2000), «Зустріч» (2009).
Окремі його твори зберігаються у Львівському музеї скла, Національному музеї у Львові, Галереї українсько-американського товариства художників «Доля» (м. Чикаго, США), Міжнародному центрі скла (м. Ванн-ле-Шатель, Франція). Серед відомих учнів Олександра Михайлович — Гах Ірина Степанівна, Петровський Андрій Володимирович, Фіголь Олексій Михайлович, Принада Орест Богданович.

## Нагороди
У 1999 році нагороджений дипломом 1-ї обласної мистецької премії імені Зеновія Флінти.
У 2006 року рішенням президії Національної Академії мистецтв України нагороджений почесним дипломом «За вагомий внесок у розвиток мистецької освіти».
У 2011 році отримав срібну медаль Національна академія мистецтв України «За значні творчі, наукові та педагогічні досягнення».
У 2013 році отримав почесний диплом «За творчу та педагогічну діяльність».